# Пайсту (волость)
Пайсту (эст. Paistu) — бывшая волость в Эстонии в составе уезда Вильяндимаа.

## Положение
Площадь волости — 129 км², численность населения на 1 января 2009 года составляла 1601 человека.
Административный центр волости — деревня Пайсту. Помимо этого на территории волости находится ещё 15 деревень: Айду, Хендрикумыйза, Хольстере, Интсу, Касси, Лолу, Лооди, Луйга, Мустапали, Тёмби, Пирмасту, Пуллеритсу, Ребасе, Сультси, Виисукюла.